# Blenstrup
Blenstrup – miasto w Danii, w regionie Jutlandia Północna, w gminie Rebild.